# جواثم حقيقية
الجواثم الحقيقية (الاسم العلمي: Eupasserine)، هي جواثم في الفرع الحيوي الطيور الغريدة الحقيقية. يحتوي الفرع الحيوي على جميع الجواثم باستثناء النمنمة النيوزيلندية (Acanthisitti) الشقيقة.